# Giro 413
Giro 413 er et ugentligt radioprogram på Danmarks Radio P5, hvor lytterne kan sende hilsner, ønske et stykke musik og give et bidrag til udsatte og socialt dårligt stillede børn og unge. Programmet sendes hver søndag eftermiddag, men har også i perioder været sendt på tirsdage, torsdage og lørdage.
Radioprogrammet er blandt de ældste og længst kørende programmer i Danmarks Radios historie.
Programserien begyndte i 1946 under navnet “Red Barnet - Lytternes ønskekoncert paa Grammofon”, men skiftede i april 1949 til “Ønskekoncert - på grammofon til fordel for Børnenes Kontor”, i januar 1950 til “Ønskekoncert på grammofon”, og endelig i januar 1951 ændredes navnet til “Giro 413” med undertitlen “Lytternes ønskekoncert på grammofon“.
De første år blev programserien sendt på P1 fra 1946-1965, i samsending med det nyskabte P3 fra 1963-1965, alene på P3 fra 1966-1999 - dog undertiden med samsending med P2, på P4 1999-2014 og i samsending på P5 fra 2011-2014, og fra november 2014 alene på DAB-kanalen P5.
Navnet “Giro 413” refererer til det girokontonummer, som lytterne siden 8. januar 1950 havde benyttet til indbetale det beløb, der skulle gå til at støtte socialt dårligt stillede børn og unge i Danmark. I perioden 1946-49 var tilknyttet Giro 4312 til arrangementet med Red Barnet og Giro 22500 til arrangementet med Børnenes Kontor. Girokontonummeret til programmet “Giro 413” er i det nye årtusinde ændret til Kontoart 01 Giro 7000413, og girokontoindbetalingerne er blevet suppleret med bidrag via netbank, sms-indbetalinger og MobilePay. Mange beløb er indsamlet ved fester, hvor festdeltagerne derved sender en hilsen i radioen. Andre hilsner går til fødselarer, sølvbrudepar og andre, der ønskes tillykke, eller siges tak for festen.
Musikken, der i dag ønskes i programmet, er oftest dansktopmusik og forskellige folkekære klassikere.

## Historie

### Begyndelsen i 1946
I Danmark kunne efterdønningerne af den Anden Verdenskrig også mærkes, og hjælpeorganisationer som Røde Kors og Red Barnet var ganske opfindsomme for at få samlet tøj, mad og penge. Statsradiofoniens daværende direktør, Frederik Emil Jensen, indvilgede i, at radioen arrangerede foreløbigt fire ønskekoncerter, hvor Red Barnet fik de indkomne penge mod at lytterne kunne sende en hilse og ønske en plade. Tirsdag den 1. oktober 1946 klokken 20.00 sendte Statsradiofoniens daværende, ene radiokanal en udsendelse, hvor man kom med en omhyggelig instruktion i, hvordan lytterne kunne sende ønsker. Instruktionen blev også bragt i aviserne, og her meddeles det, at musikønskerne skulle indsendes til Red Barnets kontor i København, og være ledsaget af et bidrag til hjælpearbejdet med krigsramte børn, som skulle indsendes til Giro 4312. Og søndag den 13. oktober 1946 klokken 13.00 kunne forfatteren og journalisten Karl Bjarnhof for første gang byde velkommen til “Red Barnet - Lytternes ønskekoncert paa Grammofon”. Selvom programserien i første omgang var berammet til fire udsendelser på søndage i 1946, fortsatte man med lejlighedsvis udsendelser ind i 1947, og fra slutningen af september 1947 blev programserien sendt fast hver søndag frem til slutningen af marts 1949.
I foråret 1949 blev programserien løsrevet fra samarbejdet med Red Barnet til fordel for et samarbejde med Børnenes Kontor, hvor overskuddet gik til Børnenes Kontorer i København, Odense, Århus og Aalborg. Det blev til 31 udsendelser hver søndag fra april til november 1949 under programtitlen “Ønskekoncert - på grammofon til fordel for Børnenes Kontor”. Musikønskerne skulle indsendes til Børnenes Kontor i København, og være ledsaget af et bidrag til hjælpearbejdet, som skulle indsendes til Giro 22500.

### Ønskekoncerten overtages helt af Statsradiofonien i 1950
Fra 8. januar 1950 genoptages programserien, men nu løsrevet fra de eksterne organisationer og fuldstændig overtaget af Statsradiofonien, og med Stig Mervild som ny programvært. Programmet blev ved samme lejlighed omdøbt til “Ønskekoncert på grammofon”, som skulle sendes hver søndag klokken 12 til 14 indtil videre. Musikønskerne skulle indsendes til Statsradiofonien på Giro 413 sammen med et beløb til velgørende formål. Programserien havde stadigvæk et velgørende formål, og man havde af Justitsministeriet fået lov til at samle penge ind, så også andre organisationer og formål kunne få del i kronerne fra ønskekoncerterne. Sådan er det endnu i dag.

### Atter en navneændring i 1951 og to udsendelser om ugen 1953-64
Fra 7. januar 1951 overtog Otto Leisner rollen som programvært, som han kun havde et års tid, da han fra indgangen til 1952 blev leder af radioens grammafonarkiv. Leisner ændrede fra begyndelsen programmets navn til “Giro 413” efter det girokontonummer, som var blevet knyttet til programmet i januar 1950. Programmets rødder understregede Leisner i undertitlen, som var “Lytternes ønskekoncert på grammofon”.
Søndag eftermiddag havde fra begyndelsen været sendetidspunktet, men i en 11-årig periode fra 1953 til 1964 blev “Giro 413” sendt to gange om ugen. Fra 7. april 1953 til og med den 9. oktober 1962 blev “Giro 413” også sendt tirsdag aften. Tirsdagsudsendelsen flyttes herefter til torsdag, da en undersøgelse ved Danmarks Radio havde vist, at tirsdagsudsendelsen ikke længere havde så mange ønsker. Første gang var torsdag den 18. oktober 1962, og man fastholdte udsendelsen om torsdagen til og med 29. august 1963. Herefter flyttede man torsdagsudsendelse tilbage med virkning fra tirsdag fra den 3. september 1963 til og med 31. marts 1964. Herefter ophørte Danmarks Radio med at have to “Giro 413”-udsendelser om ugen.

### “Giro 413” nedlægges og afløses af “Giro 413's familiesøndag” i 1965
Radioens underholdningschef Niels Jørgen Kaiser var ikke begejstret for “Giro 413”, og i 1965 besluttede han at lave programmet helt om. I stedet for lytterhilsener og musikønsker skulle man invitere en familie i studiet, som skulle vælge musikken, have besøg og præsentere dagens konkurrencer for store og små. Den 13. juni 1965 kunne programværterne Jørn Hjorting og Claus Walther byde velkommen til “Giro 413's familiesøndag” på P1. Radioformatet blev en dundrende fiasko, og den 26. september 1965 sendtes det 17. og sidste program. Herefter var der ikke “Giro 413” i et helt år.

### “Giro 413” genopstår i 1966 på P3
Det velkendte “Giro 413” genopstod den 1. oktober 1966. Programmet flyttede til Danmarks Radio P3 fra P1, hvor det havde haft hjemme til og med ændringerne i sommeren 1965, og sendetiden blev flyttet fra søndag til lørdag eftermiddag fra klokken 17-18.
I 1970 blev programmet splittet op i to afdelinger. Først var der “Giro 413” fra klokken 17.01-17.45, hvorefter der var børnetime, og så fortsatte “Giro 413” ellers fra klokken 18-18.30. I april 1973 gik man tilbage til at sende programmet fra klokken 17-18, og samtidigt blev Mogens Landsvig og Nete Schreiner skiftende værter på programmet. De havde programmet hver anden lørdag. “Giro 413” blev sendt om lørdagen helt frem til og med den 29. marts 1975, altså i næsten 9 år.
Fra 6. april 1975 vendte “Giro 413” atter tilbage til sendefladen søndag middag, og programværten Arne “Myggen” Hansen pustede nyt liv i udsendelsen med opfordringen til at samle ind i noget kreativt. Myggens påfund satte gang i en sand lavine af opfindsomhed: Udover damelingeri kunne der samles ind i næsten hvad som helst - fra fødselarens toupé til et udhulet franskbrød, en tom ketchupflaske eller brudens venstre sko. Og spøgen er fortsat, også efter at den folkekære vært selv forlod programmet.
Fra 4. september 1977 overtog programværten Hjalmar Havelund “Giro 413”, der med enkelte undtagelser overlod værtskabet til Mogens Landsvig den 26. februar 1978. Landsvig havde allerede været programvært mange gange i årene forud for Arne Myggen, og blev programvært mange gange ind i 1980’erne.
Da Margaret Lindhardt i 1995 blev programvært, havde programmet omkring 400.0000-500.000 lyttere. I 2011 var tallet vokset til 800.000. Margaret Lindhardt blev dog taget fra programmet, da programmet skulle flyttes til en anden afdeling.

### “Giro 413” skifter fra P3 til P4 til P5
Danmarks Radio ønskede sidst i 1990’erne at gentænke sendefladen på P3, og det medførte bl.a. beslutningen om at “Giro 413” skulle flyttes over på P4. Den sidste udsendelse på P3 fandt sted lørdag den 18. december 1999, og søndag den 26. december 1999 sendes første gang på P4.
“Giro 413” sendes de følgende år på P4, men samsendes også med DAB-kanalen P5 fra 21. august 2011 frem til og med den 26. oktober 2014, hvorefter programmet alene blev sendt på P5 med 2. november 2014 som første sendedag. En måned efter flytningen fra P4 til P5 havde programmet mistet ca. 75 % af sine lyttere. Kun omkring 169.000 lyttede til programmet mod tidligere gennemsnitligt 705.000.

## Musikken
Repertoiret i “Giro 413” var fra begyndelsen blandet, men klar overvægt af lettere klassisk musik. Der dukkede dog en slager og hist og her, og ved indgangen til 1950’erne var ønskekoncerten et meget aflyttet radioprogram.

## Programværter
“Giro 413” har gennem årene haft et stort antal værter; nogle har beklædt rollen en enkelt gang, andre henved et års tid, mens andre igen har været tilknyttet i kortere eller længere perioder gennem adskillige år. Et udvalg af programværter:
- Karl Bjarnhof (1946-49).[29][30]
- Stig Mervild (1950-51).[30][31]
- Otto Leisner (1951).[29][30]
- Mogens Kilde (1952).[31]
- Knud Wissum (1953-59, ca. 1963-65).[31]
- Jørn Hjorting (1960-61, 1965).[32]
- Claus Walter (ca. 1963-65).
- Jørgen Holleufer (ca. 1963-65).
- Mogens Landsvig (bl.a. 1966-75, 1978-88).[29]
- Hans Vangkilde (bl.a. 1967, 1978, 1979).[33]
- Benny G. Jensen (1967-?).[33]
- Peter Sørensen (1967-?).[33]
- Johannes Rasmussen (1967-?).[33]
- Olaf Becker (1967-?).[33]
- Nete Schreiner (bl.a. 1973-75, 89-92).
- Arne “Myggen” Hansen (1975-77).[34]
- Hjalmar Havelund (1977-78).[34]
- Poul Clemensen (1980).
- Erik Kaare (1979-88).
- Arne Honoré (bl.a. 1981-88).
- Lisa Linn (1983-85, 1988).
- Bjørn Loudrup (1983).
- Georg Julin (bl.a. 1981-83)
- Richardt Henningsen (bl.a. 1981-88, 1995).
- Jesper Steinmetz (?-1989).
- Peer Møller (?-1989)
- Lone Nørmark (1989-90).
- Peter Abrahamsen (bl.a. 1990-92).
- Ole Bidstrup (1992).
- Nis Boesdal (1994).
- Carsten Løwscall (1994, 2015, 2016, 2018).
- Kurt Helge Andersen (1994-95).
- Jørgen Rasmussen (1995).
- Dorthe Jeggesen (1995).
- Henrik Brandt (1995).
- Vagn Pilegård (1995).
- Michael Jungfalk (1995).
- Britta Rohde (1995).
- Jens Michael Nielsen (1995).
- Michael Juul Sørensen (1987, 1989-92, 1995).
- Jimmy Stahr (1996–2003).[29][30]
- Florian Fastina (1998-2003).
- Anders Bisgaard (2012–2014, 2019).[30]
- Margaret Lindhardt (1995–2011, 2014–17).[30]
- Peter Sten (2017-).[35]
- Poul Erik Sørensen (2016, 2017).
- Ole Tøpholm (2019, 2020).